# Brandon Beresford
Brandon Beresford (Loma Linda, 15 luglio 1992) è un ex calciatore guyanese con cittadinanza statunitense, di ruolo centrocampista.

## Carriera

### Nazionale
Nel 2019 viene convocato con la nazionale guyanese per la Gold Cup.